# Regiunea Gash Barka
Regiunea Gash Barka este una dintre cele 6 unități administrativ-teritoriale de gradul I ale Eritreei. Reședința sa este orașul Barentu.